# Казанське авіаційне виробниче промислове об'єднання імені С. П. Горбунова

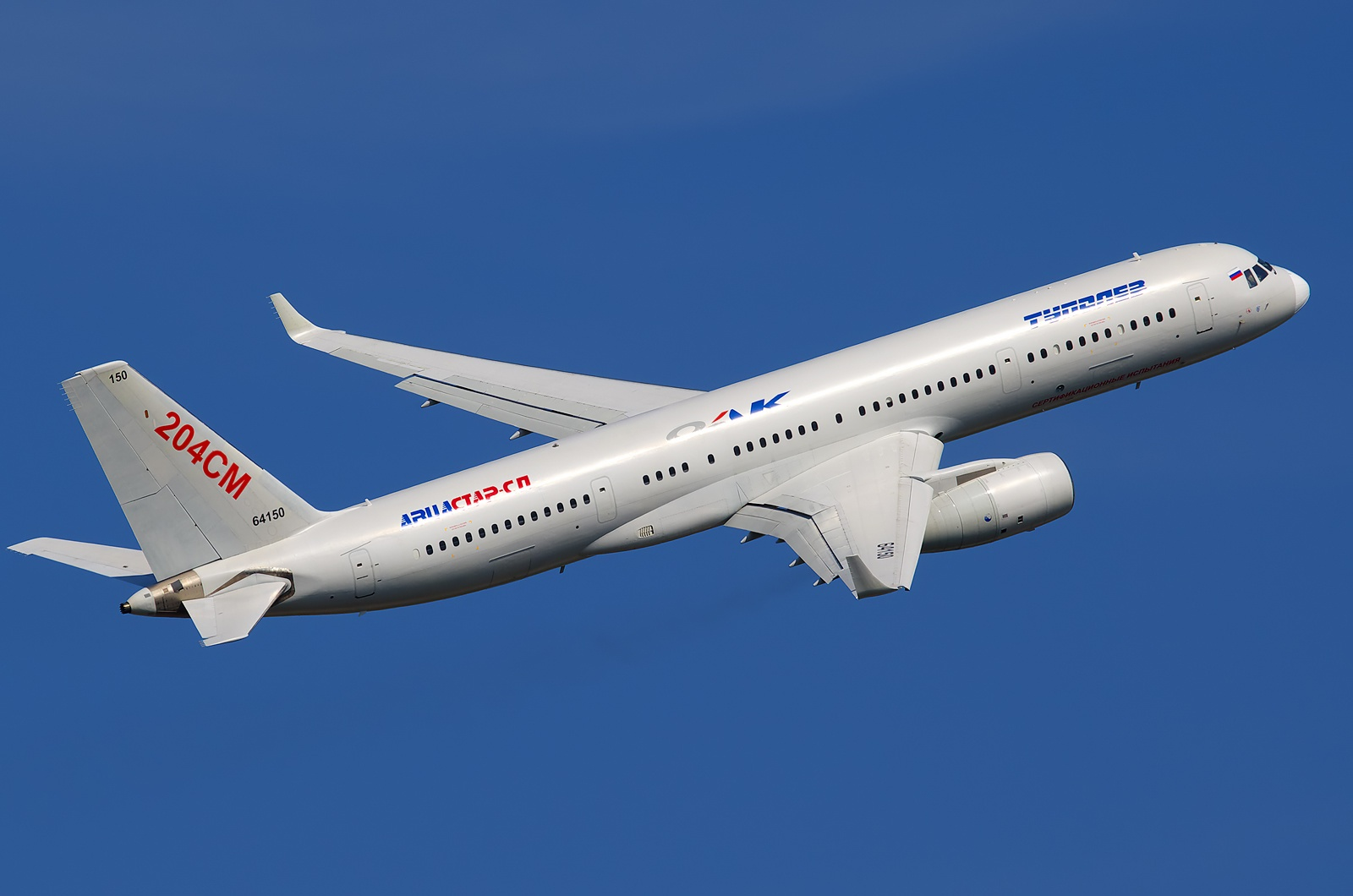
Пасажирський літак Ту-204

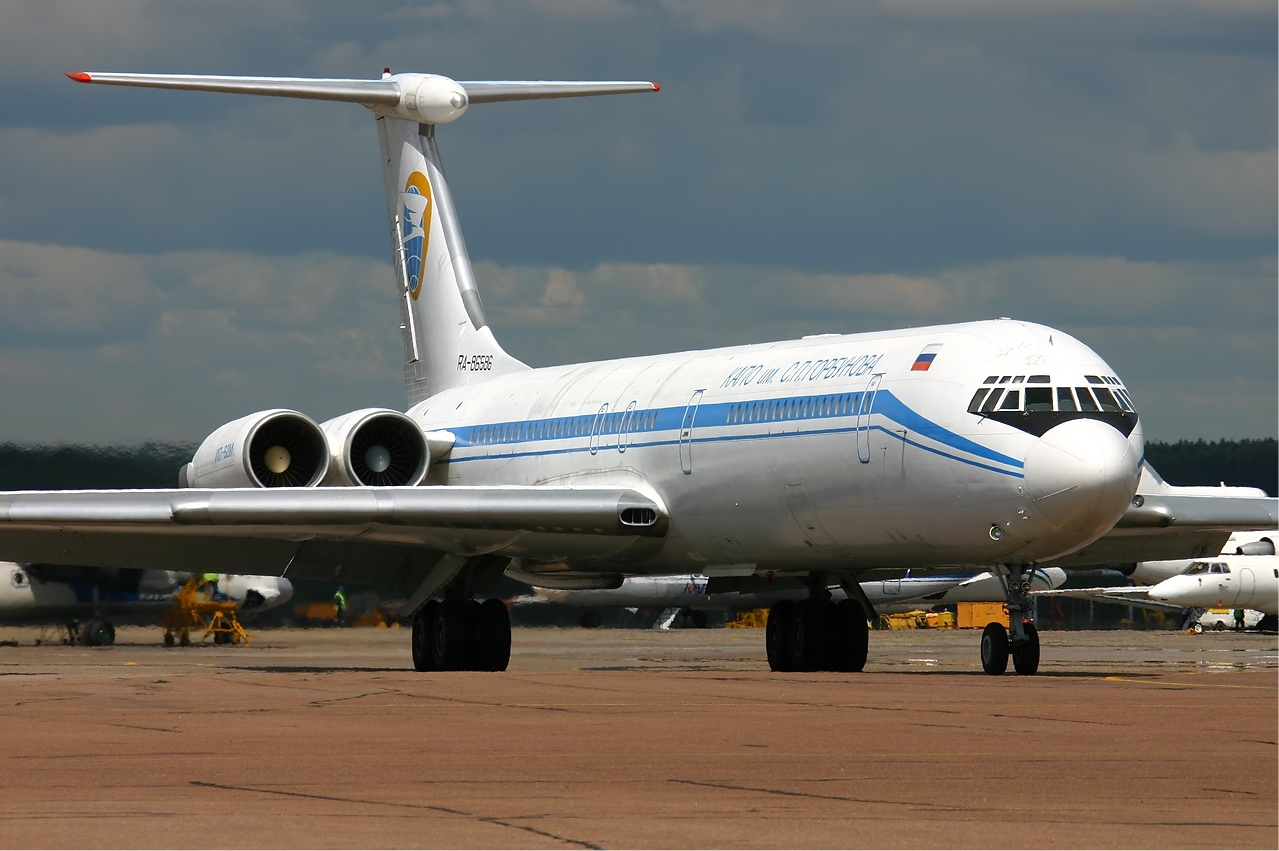
Іл-62М лінійки КАПО Авіа

Казанське авіаційне виробниче промислове об'єднання імені С. П. Горбунова  (КАПО) (рос. Казанское авиационное производственное объединение имени С. П. Горбунова, КАПО) — російське авіаційне підприємство. Розташоване у східній частині Казані поблизу аеропорту Борисоглібське. Підприємство виробляє цивільні та військові літаки та тролейбуси, на ньому працюють 5982 особи.

## Список випущених та випущених літаків
Казанське авіаційне виробниче промислове об'єднання імені С. П. Горбунова випустило літаки військового та спеціального призначення,
|ДБ- А| ПЕ-2 | Пе-8 | Ту-4 | Ту-16 | Ту-22 | Ту-22М | Ту-22М1 | Ту-22М2 | Ту-22М3 | Ту-160 | Ту-214Р | Ту-214ОН |
Літаки цивільної авіації
| КАІ-1 | ПС- 124 Лі-2 | Ту-104 | Ту-110 | Іл-62 | Ту-214 |
Передсерійні літаки чи прототипи
| Ту-22М4 | Ту-330 | Ту-334 | Ту-160 | Ту-160М2
Перспективні авіаційні комплекси та проекти глибокої модернізації
| ПАК ТАК | Ту-22М3М | Ту-160П |

## Історія підприємства

### Завод № 124 імені Серго Орджонікідзе
У 1932 році у складі авіаційного комбінату, що будувався в місті Казані («Казмашбуд») було розпочато створення заводу, який в 1934 році отримав назву « Завод № 124 імені Серго Орджонікідзе ».
У період становлення ( 1934 - 1936 роки ) на заводі були виготовлені: найбільший літак свого часу - 6-моторний АНТ-20 біс (ПС-124, МГ-біс), літак КАІ-1 (взяв участь у всесоюзному перельоті спортивно-навчальних літаків) , бомбардувальники ДБ-А конструкції В. Ф. Болховітінова (на яких було встановлено кілька рекордів швидкості, висоти польоту та вантажопідйомності).
У 1937 році розпочалися роботи з підготовки до серійного виробництва першого в СРСР швидкісного важкого бомбардувальника Пе-8 (ТБ-7), випуск якого був налагоджений за кілька років.  На цих літаках було здійснено перше бомбардування Берліна ( 1941 року ) і переліт до США радянської дипломатичної делегації ( 1942 рік ).
У 1940 році розпочалася підготовка до виробництва пасажирського літака ПС-84 /Лі-2 за ліцензією, купленою у американської фірми «Дуглас» (випущено 10 машин).
До початку Німецько-радянської війни завод освоїв виробництво пікіруючого бомбардувальника Пе-2 .
Меморіал (обеліск) на честь працівників заводу, які загинули під час Великої Вітчизняної війни (розташований у сквері навпроти прохідної підприємства)
Керівники Казанського авіаційного виробничого промислового обьєднання імені С. П. Горбунова в 1932 - 1941 роках:
| Ім'я                          | Роки життя  | Роки керівництва |
| ----------------------------- | ----------- | ---------------- |
| Кузнєцов, Кузьма Дмитрович    | 1900 - 1953 | 1932 - 1933      |
| Мухін В. І.                   |             | 1934 - 1936      |
| Шаханін, Лев Миколайович      | 1898 - 1938 | 1936 - 1937      |
| Барінов С. С.                 |             | 1937 - 1939      |
| Штейнберг І. І.               |             | 1939 - 1940      |
| Каганович, Михайло Мойсейович | 1888 - 1941 | 1940 - 1941      |

### Казанський авіаційний завод №22 ім. С. П. Горбунова
14 травня 1927 року було видано Постанову Ради Праці та Оборони СРСР про створення авіаційного заводу у місті Москві. У 1933 році йому було присвоєно ім'я загиблого в авіакатастрофі директора заводу С. П. Горбунова. Того ж року завод був нагороджений орденом Леніна .
Керівники підприємства:
| Ім'я                      | Роки життя  | Роки керівництва |
| ------------------------- | ----------- | ---------------- |
| Малахов, Федір Сергійович |             | 1927 - 1930      |
| Горбунов, Сергій Петрович | 1902 - 1933 | 1930 - 1933      |
| Окулов, Василь Андрійович | 1899 - 1974 | 1938 - 1941      |

У жовтні – листопаді 1941 року «Московський авіаційний завод № 22 ім. С. П. Горбунова» було евакуйовано до міста Казані на територію «Заводу № 124 імені Серго Орджонікідзе». У грудні 1941 року Наказом Наркомату авіапромисловості СРСР нове підприємство отримало офіційну назву - Казанський авіаційний завод № 22 ім. С. П. Горбунова».
За короткий час було введено в дію обладнання та освоєно випуск військової продукції. Число працюючих становило близько тридцяти тисяч людей. 

### Під час Великої Вітчизняної війни
Прибуття кваліфікованих фахівців допомогло вирішити проблему кадрів, що існувала на заводі до війни .
Завод був повністю переозброєний технічно: створено цехи холодного штампування, гарячих штампів, верстатних пристроїв, прес-форм, інструментального. Було реорганізовано службу підготовки виробництва.
Переломним у розвитку заводу став 1942 рік : обсяг валової продукції зріс у порівнянні з довоєнним 1940 роком у вісім разів. Найбільші обсяги виробництва було досягнуто 1944 року (понад 1100 %).  У наступні роки темпи зростання також залишалися високими.
Щодня зі стапелів заводу сходили по 10 — 12 літаків Пе-2 (загалом було вироблено понад 10 тисяч машин). Для відправки на фронт літаків Пе-2 на заводі було розквартовано 221-й окремий перегінний полк ВПС РККА .
За зразкове виконання урядових завдань у вересні 1945 року завод був нагороджений орденом Червоного Прапора , на вічне зберігання заводу передано перехідний Червоний прапор ДКО СРСР .
Значним результатом воєнної перебудови стали різке підвищення технічного рівня життя та зростання продуктивність праці.

### У повоєнні роки
У другій половині 1945 року, відповідно до вимог мирного часу, обсяги виробництва на заводі стали різко скорочуватися.
Наприкінці 1945 року було розпочато освоєння далекого важкого бомбардувальника Ту-4, який за своїми тактико-технічними параметрами і конструктивно-технічними характеристиками значно перевершував літаки, що раніше випускалися.
Було проведено корінну перебудову заводу: створено 3 цехи (у тому числі — плазово-шаблонний), переобладнано 7 механічних та інструментальних та 6 агрегатних цехів, введено в дію нові потокові лінії. Виробництво оснащене новим спеціалізованим обладнанням, оснащенням, шаблонами, освоєно нові технологічні процеси: багатошарове дугове зварювання циліндрів шасі, хонінгування, бронзове лиття та інші. 
Робітники Казанського авіаційного заводу №22 ім. С. П. Горбунова на навчанні (1940-і роки)
У 1947 році почалося серійне виробництво бомбардувальника Ту-4 , завод став головним підприємством із випуску цих машин. 3 серпня 1947 року три серійні літаки Ту-4 і літак Ту-70 (пасажирський варіант) взяли участь в авіаційному параді в Тушино .
У 1951 році були введені в дію Льотно-випробувальна станція, ангар для доведення літаків безпосередньо на аеродромі, запущено спеціальний цех з виготовлення наземного обладнання радіолокації.
У 1952 році випуск літака Ту-4 було припинено (всього випущено 655 машин) і завод почав освоєння унікального за своїми льотно-технічними характеристиками реактивного далекого бомбардувальника-ракетоносця Ту-16 .
Були вдосконалені технології: вперше освоєно обробку великогабаритного електронного лиття (люків, ліхтарів), нові методи фрезерування, груповий пресовий клепок, виготовлення герметичних агрегатів. Введені панелювання, механічна обробка стикових поверхонь та отворів роз'ємів агрегатів, розроблені спеціальні плази для виготовлення електроджгутів, освоєно монтаж комунікацій систем за пов'язаними з плазами пристроями та інше.
За період виробництва літаків Ту-16 було виготовлено 799 машин понад десять модифікацій (однієї з великих модифікацій був пасажирський літак Ту-104Б  — випущено близько ста машин). Літаки експортувалися до Китаю , Індонезії , Єгипту , Іраку . Серійне виробництво літака Ту-16 завершилося в 1963 році .
У 1957 - 1962 роках завод значно наростив потужності (основних фондів - на 18%, обладнання - на 13%, площ - на 8%), що дозволило скоротити терміни освоєння літака нового покоління - далекого надзвукового бомбардувальника Ту-22 . На території заводу для його випробувань було споруджено нову злітно-посадкову смугу. У 1961 році три літаки Ту-22 брали участь в авіаційному параді в Тушино . У 1962 році літак був прийнятий на озброєння (всього випущено понад 300 машин, у тому числі на експорт до Іраку та Лівії ).
У 1962 - 1964 роках на підприємстві була проведена модернізація всіх базових потужностей для серійного виробництва далекомагістральних пасажирських літаків Іл-62 , пізніше - його модифікації Іл-62М (загалом до кінця 1994 року було випущено 278 літаків), які експортувалися до дев'яти країн світу.
Наприкінці 1960-х років було освоєно виробництво стратегічного бомбардувальника Ту-22М (із збереженням схеми Ту-22 , але покращеними льотно-технічними характеристиками), досвідчений екземпляр якого вперше створювався безпосередньо на заводі. В 1969 почався його серійний випуск (було побудовано 497 машин різних модифікацій). Літаки Ту-22 та Ту-22М використовувалися для ведення бойових дій в Афганістані .
У 1967 році було створено філію заводу в місті Леніногорськ , в якому організовано конвеєрне виробництво човнів «Козанка-5» та «Козанка-2М» .
В 1971 за успішне виконання п'ятирічного плану завод був нагороджений орденом Леніна , в 1977  - за заслуги у виробництві авіаційної техніки - орденом Жовтневої Революції .
Керівники підприємства у 1942 - 1994 роках
| Ім'я                        | Роки життя  | Роки керівництва |
| --------------------------- | ----------- | ---------------- |
| Окулов, Василь Андрійович   | 1899 - 1974 | 1942 - 1949      |
| Соколов, Леонід Петрович    |             | 1949 - 1953      |
| Смирнов, Петро Петрович     |             | 1953 - 1960      |
| Максимов, Микола Іванович   | 1911 - 1967 | 1960 - 1967      |
| Глібов, Михайло Никодимович | 1912 - 1986 | 1967 - 1973      |
| Копилов, Віталій Єгорович   | 1926 - 1995 | 1973 - 1994      |

### КАПО ім. С. П. Горбунова -> Казанський авіаційний завод ім. С. П. Горбунова
У 1978 році завод отримав сучасну назву - Казанське авіаційне виробниче об'єднання (КАПО) імені С. П. Горбунова .
На початку 1980-х років на заводі почалося освоєння найбільшого (довжина — 54,1 м, розмах крила — 55,7/35,6 м) та одного з найпотужніших у світі бойових літаків — стратегічного бомбардувальника Ту-160 із змінною геометрією. крила. У зв'язку з цим майже вдвічі збільшилася кількість виробничих площ, оновлено парк технологічного обладнання, основу якого склали верстати з числовим програмним управлінням та високопродуктивні центри. Було освоєно низку унікальних технологічних процесів, у тому числі вакуумне електронно-променеве зварювання товстостінних великогабаритних конструкцій з титанових сплавів , яке не мало аналогів у світі (до 1992 року випущено 27 машин).
Криза авіаційної промисловості, що вибухнула наприкінці 1980-х — 1990-х років, вкрай болісно позначилася на стані КАПО ім. С. П. Горбунова . Проте виробництво літаків на підприємстві не припинилося, хоч і було зведено до мінімуму.
Починаючи з 1990-х років, КАПО ім. С. П. Горбунова перейшло на одиничний випуск літаків відповідно до вимог замовника. Було освоєно ремонт раніше випущених заводом військових і цивільних літаків, розширено асортимент товарів народного споживання. Здійснено структурну реорганізацію підприємства на основі госпрозрахунку підрозділів.
У середині 1990-х років на заводі розпочалося серійне виробництво середньомагістрального пасажирського літака Ту-214 , який пройшов у 1997 році державну сертифікацію.
Продовжувалися роботи з технічної реконструкції та переозброєння об'єднання. У 2000 році була здана в експлуатацію перша черга ковальського корпусу. Змонтовано сучасні клепальні автомати, що дозволяють забезпечити якість складання крил та фюзеляжів літаків, що відповідає рівню світових стандартів.
У 2001 році підприємство отримало свідоцтво про схвалення виробництва літака Ту-214 (єдине в Росії ). У тому ж році літак був представлений на 44-му міжнародному аерокосмічному салоні "Ле Бурже" ( Франція ).
Ту-22м3 на постаменті біля Казанського авіаційного заводу ім. С. П. Горбунова
Відповідно до Федеральної програми «Розвиток цивільної авіаційної техніки Росії в 2002-2010 і на період до 2015 року» КАПО ім. С. П. Горбунова було визначено головним виконавцем зі створення модифікацій літака Ту-214 , а також літаків Ту-324 та Ту-330 .
2002 року КАПО ім. С. П. Горбунова набуло статусу федерального державного унітарного підприємства . У квітні 2008 року воно було перетворено на відкрите акціонерне товариство, у листопаді 2009 р. увійшло до Об'єднаної авіабудівної корпорації  .
Реструктуризація Об'єднаної авіабудівної корпорації призвела до об'єднання ВАТ «Туполєв» та Казанське авіаційне виробниче об'єднання імені С. П. Горбунова у вертикально-інтегрований комплекс. Консолідація, що почалася в 2013 році, повинна забезпечити більш ефективну взаємодію підприємств у галузі стратегічної та спеціальної авіації  . У червні 2014 року перейменовано на Казанський авіаційний завод ім. С. П. Горбунова - філія ВАТ "Туполєв".
Керівники підприємства з 1994 року
| Ім'я                            | Роки життя         | Роки керівництва |
| ------------------------------- | ------------------ | ---------------- |
| Литвинов, Юрій Дмитрович        | рід. 1939          | 1994 - 1996      |
| Хайруллін, Наїль Гумерович      | рід. 1945          | 1996 - 2007      |
| Каюмов, Василій Кадимович       | рід. у 1958        | 2007 - 2013      |
| Бобришев, Олександр Петрович    | рід. 1949          | 2013 - 2014      |
| Савицьких, Микола Володимирович | рід. 5 квітня 1960 | з 17 січня 2014  |

За 75 років свого існування підприємство освоїло та здійснило випуск 34 типів та модифікацій авіаційної техніки загальним числом понад 20 тисяч одиниць.  Станом на 2006 рік, понад тисячу працівників підприємства було удостоєно державних нагород, у тому числі: звань Героя Радянського Союзу  - 13 осіб, Героя Соціалістичної Праці  - 4 особи, лауреата Державної премії СРСР  - 5 осіб, заслуженого машинобудівника Російської Федерації та Республіки Татарстан - 5 осіб, заслуженого льотчика-випробувача СРСР та Російської Федерації  - 2 особи. 

## Сучасна діяльність
Нині Казанський авіаційний завод імені С. П. Горбунова співпрацює з більш ніж 600 зарубіжними та російськими підприємствами. На підприємстві випускається від 1 до 3 літаків Ту-214 на рік. Також там проводиться ремонт літаків Ту-160, а з квітня 2015 року відновлено випуск Ту-160, за дорученням міністра оборони РФ.
Випробування всіх повітряних суден , що виробляються та ремонтуються на підприємстві, здійснюються на заводському аеродромі «Борисоглібське». 18 листопада 2016 року ПАТ «Туполєв» уклало з АТ «Казанський Гіпроніавіапром» договір підряду на реконструкцію та техпереозброєння цехів підготовки виробництва на «Казанському авіаційному заводі ім. С. П. Горбунова» вартістю 1,8 млрд рублів, йдеться в закупівельній документації ПАТ. Згідно з документацією, проект включає реконструкцію та технічне переозброєння інженерних систем мереж та приміщень чотирьох цехів авіазаводу та ділянки виготовлення деталей великогабаритного оснащення, придбання технологічного обладнання та пусконалагоджувальні роботи. Термін виконання робіт – не більше 396 календарних днів. Як повідомлялося, «Туполєв» раніше також обрав АТ «Казанський Гіпроніавіапром» підрядником на розробку проектно-кошторисної та робочої документації для реконструкції та технічного переозброєння виробництва агрегатного та остаточного складання, механозбірного виробництва, а також зварних вузлів та агрегатів. Загальна сума цих договорів склала 342 млн. руб. Повідомлялося також, що уряд Татарстану та ПАТ "Об'єднана авіабудівна корпорація" (ОАК) підписали угоду про модернізацію "Казанського авіаційного заводу ім. С. П. Горбунова» (філія ПАТ «Туполєв») з урахуванням виробництва стратегічного бомбардувальника-ракетоносця Ту-160М2 та в майбутньому ПАК ТАК. Інвестиції оцінюються у кілька десятків мільярдів рублів. ОАК зазначала, що інвестиції, розраховані на 2016—2020 роки, можна порівняти з витратами при запуску виробництва за радянських часів. Техпереозброєнню нині підлягає близько 40% устаткування цехів основних виробництв, зокрема агрегатно-складального, заготівельно-штампувального.
Авіазавод виробляє спецмодифікації Ту-214: Ту-214СР (літак-ретранслятор), Ту-214ПУ (пункт управління), Ту-214СУС (літак - вузол зв'язку), Ту-214ОН (літак авіаційного спостереження), займається ремонтом та модернізацією літаків для Дальньої авіації ВКС Росії Ту-22М3 та Ту-160 .
Тролейбус ЗіУ-682В, модернізований на КАПО
У 2000-х роках на підприємстві проводився капітально-відновлювальний ремонт тролейбусів ЗіУ-682В .

## Розвиток соціальної інфраструктури
За роки свого існування підприємство зробило значний внесок у розвиток інфраструктури міста Казань.
З метою прискорення темпів житлового будівництва при КАПО ім. С. П. Горбунова було збудовано домобудівний комбінат. У 1974—1993 роках було зведено житлові будинки загальною площею 360,1 тисячі м², навчально-курсовий комбінат, комплекс ПТУ, профілакторій, дитячі садки, школа, піонерський табір, база відпочинку, об'єкти міського господарства та інше.